# Wolfgang Antes
Wolfgang Gerhard Antes (* 30. Januar 1944 in Kaiserslautern) ist ein ehemaliger deutscher Politiker (CDU). Er wurde 1986 als Skandalfigur in einem großen West-Berliner Korruptionsprozess – dem Antes-Skandal – weit über Berlin hinaus bekannt.

## Leben
1964 kam Antes nach Berlin und trat in die CDU ein. Er begann ein Studium an der FU Berlin, das er 1968 als Diplom-Politologe abschloss. Von 1975 bis 1979 war er Mitglied des Berliner Abgeordnetenhauses. Im Mai 1981 wurde er Baustadtrat im Berliner Bezirk Charlottenburg, 1983 zusätzlich Vorsitzender des Charlottenburger CDU-Kreisverbandes.
Anfang 1985 kursierte in der Charlottenburger CDU ein anonymes Pamphlet, das Antes die Worte in den Mund legte:

„Mehr Glück hatte ich bei meiner Vergabe an den Pächter des Cafe Europa. Vom Zuhälter Schwanz bekam ich dafür 50.000 Mark.“

Diese Anschuldigung wurde auch im März 1985 in der eidesstattlichen Versicherung eines Rechtsanwalts formuliert, der allerdings unter Berufung auf seine anwaltliche Schweigepflicht den Namen seines Informanten nicht nannte. Antes erstattete daraufhin Strafanzeige wegen falscher Anschuldigungen und behauptete, einen Mann namens Schwanz nicht zu kennen. Im Oktober 1985 wurden bei Ermittlungen der Polizei in einem anderen Fall Dokumente gefunden, die Antes belasteten. Am 4. November 1985 wurde er verhaftet. Er verlor seine Ämter. Im Zusammenhang mit der Affäre traten danach auch drei Senatoren – Heinrich Lummer, Klaus Franke und Horst Vetter – zurück.
Im April 1986 wurde im Berliner Landgericht der Prozess gegen Antes und sieben weitere Angeklagte eröffnet. Dabei war Antes zunächst ungewöhnlich optimistisch, blickte immer wieder in den Zuhörerraum und erhob die Hand zum Siegeszeichen. Im weiteren Verlauf des Prozesses gestanden verschiedene Personen aus der Immobilienbranche, Antes mit insgesamt mindestens 600.000 Mark bestochen zu haben. Außerdem wurde festgestellt, dass Antes 760.000 Mark für den Ausbau seiner privaten fränkischen Mühle aufgewendet hatte und nicht erklären konnte, wie er sich dies mit dem Einkommen eines Stadtrats leisten konnte.
Schließlich gestand Antes, mindestens 300.000 Mark von drei Bauunternehmern erhalten zu haben. Darunter waren 50.000 Mark vom Bordellbetreiber und langjährigen CDU-Mitglied Otto Schwanz, für die als Gegenleistung ein Strohmann von Schwanz einen lukrativen Pachtvertrag für das Café Europa im Europa-Center erhielt. Einen Teil des Geldes verwandte Antes dafür, die Beiträge von CDU-Karteileichen ohne deren Wissen zu bezahlen. Durch deren Stimmen verfügte er über zusätzliche Delegierte und sicherte sich so seine Stellung innerhalb der CDU.
Am 12. Dezember 1986 wurde Antes wegen Bestechlichkeit in vier Fällen und Vorteilsannahme zu insgesamt fünf Jahren Haft verurteilt. Er brauchte diese Strafe nicht anzutreten, da ihm wegen einer schweren Nierenkrankheit Haftverschonung zugebilligt wurde. Auch seine Mühle im Wert von 1,4 Millionen Mark, die zunächst beschlagnahmt worden war, durfte er behalten.
Nach Aussage von Antes nach seiner Verurteilung, seien die entgegengenommenen Gelder für seine persönliche Parteiarbeit gedacht gewesen und hätten nichts mit pflichtwidrigen Amtshandlungen zu tun gehabt.